# صفية البهلانية
صفية البهلانية (1985) فنانة عمانية من ذوي الاحتياجات الخاصة حيث ولدت بعيب خلقي – ساعدين غير مكتملي النمو-ويعرف طبيا بتفقم الأطراف، ولدت في سلطنة عمان وبدأت مسيرتها المهنية كمصممة جرافيك، وتوجهت في تصميم الشعارات في انطلاقتها، رغم اعاقتها وعدم امتلاكها لأصابع إلى أنها تحدت إعاقتها وسعت نحو تطويع أدوات تمكنها من تنفيذ أعمال فنية مستلهمة من التراث والثقافة العمانية وتحقيق طموحها وهو تأسيس مدرسة فنية متخصصة في تعليم الرسم والفنون تستهدف الأطفال.

## دراستها
بسبب إعاقتها عانت صفية في الحصول على فرص تعليمية، بدأت مشوارها التعليمي في مدرسة أهلية أجنبية، ثم التحقت بالكلية العلمية للتصميم، وبعدها توجهت للأردن لدراسة الرسوم المتحركة والتصميم. واصلت صفية مسيرتها التعليمية في جامعة أستراليا ودرست الهندسة الصوتية المرتبطة بالرسوم المتحركة.

## مسيرتها المهنية
أقامت صفية 7 معارض فردية و 8 معارض أخرى بالتعاون مع فنانيين آخرين على الصعيد المحلي والعالمي، وكُرمت كأفضل فنانة في عمان في عام 2017. أسست صفية استديو ومعرض فني دائم لأعمالها الفنية، كما تقوم بتنفيذ الورش الفنية للمهتمين بالمجال.
تقدم صفية الخطب التحفيزية للجمهور بشكل عام ولذوي الإعاقات بشكل خاص.